# Jerzy Czubała
Jerzy Czubała (ur. 7 stycznia 1933 w Łazach, zm. 22 kwietnia 2017) – polski piłkarz grający na pozycji napastnika oraz hokeista.

## Życiorys
Karierę piłkarską zaczynał w Gedanii Gdańsk, z której na początku lat 50. XX wieku trafił do Lechii Gdańsk. Jako zawodnik Lechii na najwyższym poziomie rozgrywek rozegrał w latach 1953–1959 łącznie 52 mecze. W 1955 awansował z Lechią do finału Pucharu Polski, zaś w 1956 zajął trzecie miejsce w ekstraklasie. Był również zawodnikiem hokeja na lodzie. W latach 1956–1957 był kapitanem drużyny gdańskiej Stoczni Północnej. W latach 60. XX wieku emigrował do Australii, gdzie do zakończenia kariery zawodniczej występował w klubach polonijnych, a następnie poświęcił się pracy w zawodzie lekarza stomatologa.